# Dryocalamus philippinus
Espèce
Statut de conservation UICN

 VU A4c : Vulnérable
Dryocalamus philippinus est une espèce de serpents de la famille des Colubridae.

## Répartition
Cette espèce est endémique de l'île de Palawan aux Philippines.

## Description
L'holotype de Dryocalamus philippinus mesure 241 mm dont 57 mm pour la queue. Cette espèce a la face dorsale noire et présente trois rayures longitudinales blanches s'étendant de la tête jusqu'à l'extrémité de la queue.

## Étymologie
Son nom d'espèce, philippinus, fait référence au lieu de sa découverte.

## Publication originale
- Griffin, 1909 : A list of snakes found in Palawan. The Philippine journal of science, vol. 4, p. 595-601 (texte intégral).